# Штеффен Цюльке
Штеффен Цюльке (нім. Steffen Zühlke; нар. 28 квітня 1965, Шверін, НДР) — німецький академічний веслувальник.
Бронзовий призер Олімпійських Ігор 1988 року в одиночці.